# Спектральные цвета
Спектральные цвета — цвета, которым по зрительному ощущению человека можно поставить в соответствие видимый свет, имеющий определённую длину волны. Их можно интерпретировать как узкие (вплоть до монохроматичности) участки непрерывного спектра видимого светового излучения.

## Общая информация
Монохроматический свет вызывает отклики рецепторов сетчатки — колбочек трёх сортов, отношение величин которых зависит от длины волны (или частоты колебаний, энергии фотонов).
В естественных условиях, как правило, человек воспринимает не спектрально-чистые цвета, а цвета, формируемые при отражении или пропускании различными материалами солнечного света, имеющего практически непрерывный спектр. В результате в глазу рождается ощущение, обусловленное спектрами сложной формы, при восприятии которых воздействие света разных частот складывается.
При этом пучки света со спектральными кривыми разной формы при попадании на сетчатку могут восприниматься как имеющие одинаковый цвет из-за одинаковых уровней стимуляции рецепторов (метамерия), однако никакие смешанные цвета не совпадают со спектральными.
Таким образом, спектральные цвета являются «крайними», то есть каждый из них имеет максимально возможную насыщенность в пределах цветового тона, который он имеет.
При нарушениях цветового зрения, из-за отсутствия одного из типов рецепторов — колбочек глаза, некоторые спектральные цвета могут восприниматься как идентичные. При протанопии или дейтеранопии большинство цветов достаточно хорошо идентифицируются, однако при дихроматическом зрении невозможно отличить белый цвет от некоторых спектральных.

## Неспектральные цвета
Среди неспектральных цветов выделяют:
- Оттенки серого.
- Коричневый цвет
- Любой цвет, полученный путём смешивания цвета (спектрального или неспектрального) с оттенками серого, например, розовый, образованный в результате смешения красного и белого.
- Пурпурные цвета[3].